# ريتشارد موراي فوغان
ريتشارد موراي فوغان (بالإنجليزية: Richard Murray Vaughan)‏ (1965 - 2020)؛ شاعر وروائي كندي.

## عنه
وُلد فوغان في سانت جون في نيو برونزويك في كندا. درس الكتابة الإبداعية في جامعة نيو برونزويك، حيث تخرّج منها. كان كاتبًا مسرحيًا مقيمًا في إحدى المجلات ما بين عامي 1994-1995، وقد نشر العديد من الأعمال في الشعر والخيال والمسرح والصحافة لجهات عدة، منها ذا غلوب أند ميل. سجّل في كتابه برايت آيد (بالإنجليزية: Bright Eyed)‏ الذي صدر في عام 2015، مذكراته عن صراعاته مع الأرق.